# Cupa României 2024/25
Der Cupa României 2024/25 war die 87. Austragung des rumänischen Pokalwettbewerbs der Männer. Titelverteidiger war Corvinul Hunedoara. Der Sieger qualifizierte sich für die 1. Qualifikationsrunde der UEFA Europa League 2025/26.

## Teilnehmende Teams
| Liga 1 (16) | Liga 1 (16) | Liga II (11) | Liga II (11)                                                                                      | Liga III (13) | Liga III (13) |
| --- | --- | --- | ------------------------------------------------------------------------------------------------- | --- | --- |
| - CFR Cluj 1 - Farul Constanța 1 - FCSB Bukarest 1 - Oțelul Galați 1 - Rapid Bukarest 1 - Sepsi OSK Sfântu Gheorghe 1 - CS Universitatea Craiova 1 - UTA Arad 1 | - Dinamo Bukarest - FC Botoșani - FC Hermannstadt - Petrolul Ploiești - Universitatea Cluj - FC Politehnica Iași - Unirea Slobozia ▲ - Gloria Buzău ▲ | - FC Argeș Pitești - FC Bihor Oradea - Ceahlăul Piatra Neamț - CS Concordia Chiajna - Corvinul Hunedoara - FC Universitatea Craiova | - CSC Dumbrăvița - FK Csíkszereda Miercurea Ciuc - CSM Şcolar Reşiţa - CSM Slatina - FC Voluntari | - CS Afumați - Unirea Alba Iulia - Agricola Borea - CSM Alexandria - AFC Metalul Buzău - AFC Câmpulung Muscel - CSM Focșani | - Minaur Baia Mare - CSM Pașcani - SC Popești-Leordeni - Sănătatea Cluj - CS Unirea Ungheni - CSM Râmnicu Vâlcea |

## Modus
In den Play-offs mit 32 Mannschaften spielten auch die sechs Teams der Liga 1 (Platz 9 bis 14) sowie die beiden Aufsteiger der Liga II. In der Gruppenphase wurden die 16 Sieger und die besten acht Teams der 1. Liga in vier Gruppen à 6 Mannschaften aufgeteilt. In allen Runden wurden die Begegnungen in einem Spiel entschieden. Bei unentschiedenem Ausgang in den Play-offs und ab dem Viertelfinale gab es eine Verlängerung von zweimal 15 Minuten und gegebenenfalls ein Elfmeterschießen.

## Play-offs
|                               | Ergebnis              |                          |
| ----------------------------- | --------------------- | ------------------------ |
| 27. August 2024               |                       |                          |
| FC Bihor Oradea               | 1:3                   | CSM Şcolar Reşiţa        |
| Minaur Baia Mare              | 2:3                   | CSM Râmnicu Vâlcea       |
| Sănătatea Cluj                | 2:1                   | AFC Câmpulung Muscel     |
| CSC Dumbrăvița                | 1:1 n. V. (4:5 i. E.) | Petrolul Ploiești        |
| 28. August 2024               |                       |                          |
| CS Concordia Chiajna          | 0:2                   | FC Politehnica Iași      |
| CSM Focșani                   | 0:3                   | FC Hermannstadt          |
| CSM Alexandria                | 0:1                   | FC Botoșani              |
| CSM Pașcani                   | 0:2                   | Ceahlăul Piatra Neamț    |
| Unirea Alba Iulia             | 1:1 n. V. (5:4 i. E.) | FC Universitatea Craiova |
| Agricola Borea                | 2:2 n. V. (4:3 i. E.) | CSM Slatina              |
| SC Popești-Leordeni           | 0:2                   | CS Unirea Ungheni        |
| FC Voluntari                  | 0:1                   | Dinamo Bukarest          |
| 29. August 2024               |                       |                          |
| AFC Metalul Buzău             | 1:0                   | Universitatea Cluj       |
| CS Afumați                    | 1:1 n. V. (5:3 i. E.) | Gloria Buzău             |
| FK Csíkszereda Miercurea Ciuc | 1:0                   | Unirea Slobozia          |
| FC Argeș Pitești              | 2:0                   | Corvinul Hunedoara       |

## Gruppenphase
Die Gruppenphase wurde im Schweizer System ausgetragen. Die 24 qualifizierten Vereine wurden bei der Auslosung in drei Töpfe verteilt:
| Topf 1 | Topf 2 | Topf 3 |
| --- | --- | --- |
| - UTA Arad (I) - Farul Constanța (I) - FCSB Bukarest (I) - CFR Cluj (I) - CS Universitatea Craiova (I) - Oțelul Galați (I) - Rapid Bukarest (I) - Sepsi OSK Sfântu Gheorghe (I) | - FC Botoșani (I) - FC Hermannstadt (I) - FC Politehnica Iași (I) - Petrolul Ploiești (I) - Dinamo Bukarest (I) - Ceahlăul Piatra Neamț (II) - FK Csíkszereda Miercurea Ciuc (II) - CSM Şcolar Reşiţa (II) | - FC Argeș Pitești (II) - CS Afumați (III) - Agricola Borea (III) - AFC Metalul Buzău (III) - CSM Râmnicu Vâlcea (III) - Sănătatea Cluj (III) - Unirea Alba Iulia (III) - CS Unirea Ungheni (III) |

### Gruppe A
| Pl. | Verein                | Sp. | S | U | N | Tore    | Diff. | Punkte |
| --- | --------------------- | --- | - | - | - | ------- | ----- | ------ |
| 1.  | CFR Cluj              | 3   | 2 | 1 | 0 | 006:300 | +3    | 07     |
| 2.  | Rapid Bukarest        | 3   | 2 | 0 | 1 | 005:200 | +3    | 06     |
| 3.  | FC Botoșani           | 3   | 2 | 0 | 1 | 004:200 | +2    | 06     |
| 4.  | CS Afumați            | 3   | 1 | 1 | 1 | 002:300 | −1    | 04     |
| 5.  | Ceahlăul Piatra Neamț | 3   | 0 | 1 | 2 | 001:300 | −2    | 01     |
| 6.  | FC Argeș Pitești      | 3   | 0 | 1 | 2 | 002:700 | −5    | 01     |

|                       | RAP | ARG | CFR | CPN | BOT | AFU |
| Rapid Bukarest        |     | –   | 0:2 | –   | –   | –   |
| FC Argeș Pitești      | –   |     | 2:2 | –   | 0:3 | –   |
| CFR Cluj              | –   | –   |     | –   | –   | –   |
| Ceahlăul Piatra Neamț | –   | –   | 1:2 |     | 0:1 | –   |
| FC Botoșani           | 0:2 | –   | –   | –   |     | –   |
| CS Afumați            | 0:3 | 2:0 | –   | 0:0 | –   |     |

### Gruppe B
| Pl. | Verein                   | Sp. | S | U | N | Tore    | Diff. | Punkte |
| --- | ------------------------ | --- | - | - | - | ------- | ----- | ------ |
| 1.  | AFC Metalul Buzău        | 3   | 2 | 1 | 0 | 004:000 | +4    | 07     |
| 2.  | FCSB Bukarest            | 3   | 2 | 0 | 1 | 006:300 | +3    | 06     |
| 3.  | CS Universitatea Craiova | 3   | 2 | 0 | 1 | 004:100 | +3    | 06     |
| 4.  | Petrolul Ploiești        | 3   | 1 | 1 | 1 | 003:200 | +1    | 04     |
| 5.  | Dinamo Bukarest          | 3   | 0 | 2 | 1 | 000:400 | −4    | 02     |
| 6.  | Agricola Borea           | 3   | 0 | 0 | 3 | 001:800 | −7    | 0      |

|                          | FCSB | CSU | PLO | DIN | MET | AGR |
| FCSB Bukarest            |      | 0:2 | –   | –   | –   | –   |
| CS Universitatea Craiova | –    |     | –   | –   | –   | –   |
| Petrolul Ploiești        | –    | 0:2 |     | –   | –   | –   |
| Dinamo Bukarest          | 0:4  | –   | 0:0 |     | –   | –   |
| AFC Metalul Buzău        | –    | 1:0 | –   | 0:0 |     | –   |
| Agricola Borea           | 1:2  | –   | 0:3 | –   | 0:3 |     |

### Gruppe C
| Pl. | Verein              | Sp. | S | U | N | Tore    | Diff. | Punkte |
| --- | ------------------- | --- | - | - | - | ------- | ----- | ------ |
| 1.  | Farul Constanța     | 3   | 1 | 2 | 0 | 007:300 | +4    | 05     |
| 2.  | FC Hermannstadt     | 3   | 1 | 2 | 0 | 003:200 | +1    | 05     |
| 3.  | FC Politehnica Iași | 3   | 1 | 2 | 0 | 003:200 | +1    | 05     |
| 4.  | Sănătatea Cluj      | 3   | 0 | 2 | 1 | 003:400 | −1    | 02     |
| 5.  | CS Unirea Ungheni   | 3   | 0 | 2 | 1 | 003:400 | −1    | 02     |
| 6.  | UTA Arad            | 3   | 0 | 2 | 1 | 003:700 | −4    | 02     |

|                     | HER | FAR | UTA | POL | UNG | SĂN |
| FC Hermannstadt     |     | 1:1 | –   | –   | –   | –   |
| Farul Constanța     | –   |     | –   | –   | –   | –   |
| UTA Arad            | –   | 1:5 |     | –   | –   | –   |
| FC Politehnica Iași | 0:0 | –   | 1:1 |     | –   | –   |
| CS Unirea Ungheni   | 1:2 | –   | 1:1 | –   |     | –   |
| Sănătatea Cluj      | –   | 1:1 | –   | 1:2 | 1:1 |     |

### Gruppe D
| Pl. | Verein                        | Sp. | S | U | N | Tore    | Diff. | Punkte |
| --- | ----------------------------- | --- | - | - | - | ------- | ----- | ------ |
| 1.  | CSM Şcolar Reşiţa             | 3   | 2 | 1 | 0 | 004:100 | +3    | 07     |
| 2.  | Unirea Alba Iulia             | 3   | 2 | 1 | 0 | 004:100 | +3    | 07     |
| 3.  | FK Csíkszereda Miercurea Ciuc | 3   | 1 | 2 | 0 | 002:100 | +1    | 05     |
| 4.  | Oțelul Galați                 | 3   | 1 | 1 | 1 | 005:400 | +1    | 04     |
| 5.  | Sepsi OSK Sfântu Gheorghe     | 3   | 0 | 1 | 2 | 001:400 | −3    | 01     |
| 6.  | CSM Râmnicu Vâlcea            | 3   | 0 | 0 | 3 | 003:800 | −5    | 0      |

|                               | OȚE | SEP | MIE | ŞCO | ALB | RÂM |
| Oțelul Galați                 |     | 0:0 | –   | –   | –   | –   |
| Sepsi OSK Sfântu Gheorghe     | –   |     | –   | –   | –   | –   |
| FK Csíkszereda Miercurea Ciuc | 2:1 | –   |     | –   | –   | –   |
| CSM Şcolar Reşiţa             | –   | 3:1 | 0:0 |     | –   | –   |
| Unirea Alba Iulia             | –   | 1:0 | 0:0 | –   |     | 3:1 |
| CSM Râmnicu Vâlcea            | 2:4 | –   | –   | 0:1 | –   |     |

### Play-Offs
Vier Vereine aus zwei Gruppen haben dasselbe Spielergebnis bei allen Kriterien zum Vergleich. Dementsprechend werden zwei Play-Off-Spiele um zu bestimmen welches Verein aus jeder Gruppe sich für das Viertelfinale qualifiziert.
|                     | Ergebnis  |                   |
| ------------------- | --------- | ----------------- |
| 23. Februar 2025    |           |                   |
| CSM Şcolar Reşiţa   | 1:0       | Unirea Alba Iulia |
| 26. Februar 2025    |           |                   |
| FC Politehnica Iași | 0:1 n. V. | FC Hermannstadt   |

## Viertelfinale
Die vier Gruppensieger spielten zuhause gegen die jeweils Gruppenzweiten.
|                   | Ergebnis              |                          |
| ----------------- | --------------------- | ------------------------ |
| 1. April 2025     |                       |                          |
| Farul Constanța   | 3:0                   | Unirea Alba Iulia        |
| 2. April 2025     |                       |                          |
| CSM Şcolar Reşiţa | 0:4                   | FC Hermannstadt          |
| AFC Metalul Buzău | 0:3                   | Rapid Bukarest           |
| 3. April 2025     |                       |                          |
| CFR Cluj          | 1:1 n. V. (5:3 i. E.) | FC Universitatea Craiova |

## Halbfinale
|                 | Ergebnis |                 |
| --------------- | -------- | --------------- |
| 23. April 2025  |          |                 |
| FC Hermannstadt | 2:1      | Rapid Bukarest  |
| 24. April 2025  |          |                 |
| CFR Cluj        | 4:1      | Farul Constanța |

## Finale
| Paarung         | CFR Cluj – FC Hermannstadt |
| Ergebnis        | 3:2 (2:1) |
| Datum           | 14. Mai 2025 um 19:30 Uhr |
| Stadion         | Stadionul Francisc von Neuman, Arad |
| Zuschauer       | 11.000 |
| Schiedsrichter  | Andrei Chivulete (Bukarest) |
| Tore            | 1:0 Mohammed Kamara (15.) 2:0 Louis Munteanu (22.) 2:1 Tiberiu Căpușă (37.) 3:1 Béni Nkololo (48.) 3:2 Sergiu Buș (74.) |
| CFR Cluj        | Otto Hindrich – Daniel Graovac, Sheriff Sinyan, Léo Bolgado, Camora (82. Simão Rocha) – Damjan Đoković, Lindon Emërllahu – Béni Nkololo (82. Virgiliu Postolachi), Meriton Korenica (82. Alin Fică), Mohammed Kamara (90.+13' Aly Abeid) – Louis Munteanu (90.+9' Matei Ilie) Cheftrainer: Dan Petrescu                 |
| FC Hermannstadt | Cătălin Căbuz – Silviu Balaure (90. Robert Popescu), Ionuț Stoica , Vahid Selimovic (46. Florin Bejan), Tiberiu Căpușă (74. Sergiu Buș), Tiago Gonçalves – Alessandro Murgia, Antoni Iwanow, Ciprian Biceanu (46. Nana Kwame Antwi) – Aurelian Chițu (46. Cristian Neguț), Ianis Stoica Cheftrainer: Marius Măldărășanu |
| Gelbe Karten    | Meriton Korenica (59.), Dan Petrescu (73., Trainer), Béni Nkololo (82.), Otto Hindrich (86.), Daniel Graovac (87.), Mohammed Kamara (90.+2'), Lindon Emërllahu (90.+6') – Antoni Iwanow (35.), Tiberiu Căpușă (83.), Ianis Stoica (85.), Nana Kwame Antwi (87.), Alessandro Murgia (90.+5'), Cristian Neguț (90.+8')    |
| Platzverweise   | Damjan Đoković (90.+8', Tätlichkeit) – Tiago Gonçalves (90.+7', Tätlichkeit) |